# Corey Graves
Matt Polinsky (nascido em 24 de fevereiro de 1984)  é um lutador de wrestling profissional estadunidense aposentado e comentarista, mais conhecido pelo seu ring name Corey Graves. Ele atualmente trabalha para a WWE, comentando o raw e o NXT.

## Carreira

### Início (2000 - 2002)
Polinsky escolheu seu ring name na noite anterior seu primeiro combate de wrestling profissional, e escolheu o nome "Sterling James Keenan" como uma homenagem a Sterling Sharpe, jogador de futebol favorito de Polinsky, e James Maynard Keenan da banda Tool.
Keenan estreou em 22 de março de 2000. Ao longo dos anos, Keenan lutou para várias promoções, incluindo a Dory Funk Jr.'s "Funkin Conservatory", onde competiu diversos lutadores, incluindo Paul London, Adam Windsor e Onyx. Em 2002, Keenan se uniu com "Dreamachine" Chris Cage para ganhar o Funkin Conservatory Tag Team Championship, derrotando London e Windsor.

### Circuito independente (2003 - 2009)
Ao longo de sua carreira, Keenan fez lutou para a NWA Upstate, Independent Wrestling Association Mid-South, Cleveland All-Pro Wrestling, e Full Throttle Wrestling. Keenan fez parte da Union of Independent Professional Wrestlers. Ele ganhou o  UIPW Keystone Cruiserweight Championship. A partir de 2005, ele lutou regularmente para a Far North Wrestling (FNW), e em 2 de novembro de 2007, ele ganhou uma Battle Royal valendo o FNW Heavyweight Championship. Ele derrotou Samoa Joe e Rikishi por countout em 23 de agosto de 2007, para ganhar o cinturão Ballpark Brawl Natural Heayweight. Em 24 de fevereiro de 2008, Keenan ganhou o Absolute Intense Wrestling Heavyweight Championship ao vencer uma gauntlet match 30-man.
Keenan lutou pela Pro Wrestling Zero1, e ganhou o Zero-One United States Heavyweight Championship em duas ocasiões. Em 8 de março de 2008, Keenan derrotou Mr. Wrestling 3 em Pittsburgh, Pensilvânia, para ganhar o campeonato pela primeira vez. Ele permaneceu com o cinturão por uma semana, antes de perder para Dr. X em 15 de março em Morganville, New Jersey. Em 9 de maio, Keenan venceu o campeonato pela segunda vez, derrotando Jake Manning em Limerick, na Pensilvânia. Desta vez, ele permaneceu com o cinturão por um pouco menos de um mês, antes de perdê-lo para Rick Landell em 1 de junho.
Ao longo dos anos Keenan também fez lutas esporádicas na Ring of Honor (ROH). Sua primeira aparição para a promoção foi no Round Robin Challenge II em 25 de abril de 2003, onde ele se juntou com EZ Money em uma Tag Team Scramble match, onde venceram a The S.A.T. Ele voltou a aparecer na ROH dois anos depois, na Redemption em 12 de agosto de 2005, onde ele participou de uma  Four Corner Survival match, vencida por Ace Steel. Em outubro de 2005, ele perdeu duas singles match, uma para Claudio Castagnoli e outra para Steel na Tag Wars 2006 em janeiro de 2006, que terminou em no contest devido à interferência de Chris Hero e Necro Butcher. Seis meses depois, no In Your Face, Keenan e Jason Blade perderam um combate de tag team para os Briscoe Brothers. Ele fez uma única aparição na ROH em 2007 no Fifth Year Festival: Dayton, perdendo para Jimmy Rave e outra aparição em março de 2009 no evento Steel City Clash, perdendo para Delirious. Ele também apareceu no programa Ring of Honor Wrestling em 04 de abril de 2009, perdendo para Erick Stevens.

#### International Wrestling Cartel (2002 - 2007)
Keenan estreou na International Wrestling Cartel (IWC) em 19 de outubro de 2002, derrotando Troy Lordes. No show seguinte da IWC, Keenan derrotou CM Punk, antes de perder para Shirley Doe em duas lutas distintas. Em 28 de dezembro, Keenan se juntou com Dustin Ardine para desafiar os Devil's Advocates para o IWC Tag Team Championship, mas foram derrotados. Em maio de 2003, Keenan participou do Super Indy, derrotando BJ Whitmer na primeira rodada, mas perdeu para Colt Cabana na segunda rodada.
No Revengeance em setembro, Keenan derrotou Al B. Damm para ganhar o IWC Heavyweight Championship. Em 1 de novembro de 2003, Keenan ganhou a luta contra Dennis Gregory para reter o cinturão. No Rebirth of Extreme em 22 de novembro, Keenan fez uma revanche contra Gregory, e novamente venceu. Keenan fez mais defesas bem-sucedidos contra Punk em 12 de dezembro, Dean Radford em 31 de janeiro de 2004 e 24 de fevereiro e contra Super Hentai em 6 de março. Duas semanas depois, em 20 de março, Keenan perdeu o IWC Heavyweight Championship para Radford, e não conseguiu recuperá-lo em uma revanche em 3 de abril, e em 17 de abril, quando perdeu uma Tables match contra Radford.
Em julho de 2004, Keenan sem sucesso desafiou Chris Sabin para o IWC Super Indy Championship. Em dezembro daquele ano, depois de Sabin havia deixado o Super Indy Championship vago, Keenan ganhou uma four-way match contra Petey Williams, Josh Prohibition, e John McChesney para ganhar o Super Indy Championship. Ele fez uma defesa bem sucedida do cinturão contra AJ Styles em 24 de fevereiro de 2005, e contra Claudio Castagnoli na noite seguinte. Em abril, ele manteve o título contra Nate Webb, antes de perder um cinturão para Justin Idol por countout na defesa do cinturão em 29 de abril de 2005. Naquela mesma noite, McChesney ganhou o Super Indy Championship. Na noite seguinte, uma luta valento o Super Indy Championship entre Keenan e McChesney terminou em um countout duplo.
Em março de 2006, Keenan sem sucesso desafiou Doe para o IWC Heavyweight Championship. Em setembro daquele ano, Keenan fez parte de um torneio para o IWC Heavyweight Championship que estava vago, mas foi eliminado na primeira rodada depois de perder para Ricky Reyes. Em 4 de agosto de 2007, Keenan perdeu outra luta para o cinturão, desta vez para rival de longa data Dennis Gregory. Foi a última luta de Keenan na empresa.

#### 1 Pro Wrestling (2005 - 2009)
Keenan fez sua estreia para o Reino Unido na 1 Pro Wrestling (1PW) em seu show inaugural, A Cruel Twist of Fate, em 1 de outubro de 2005, derrotando D'Lo Brown. Ele rapidamente formou uma aliança com Abyss, e a dupla derrotou Sabu e Ulf Herman em uma hardcore tag team match em 7 de janeiro de 2006. Em março, Keenan competiu em um torneio para determinar o primeiro 1PW Heavyweight Champion, mas foi derrotado por AJ Styles em uma luta de quartas-de-final.
Ele passou a rivalizar com Spud, derrotando-o em 26 de maio no Know Your Enemy Night One. No Fight Club 2, em julho, Keenan novamente derrotou Spud, mas desta vez foi em uma Iron City Street Fight. Três semanas depois, Kennan substituiu Matt Hyson em um combate de tag team, onde ele e Spud desafiaram Jody Fleisch e Jonny Storm valendo o 1PW Tag Team Championship. Eles não tiveram sucesso, após a luta  Keenan atacou Spud. No Invincible em agosto, um combate de tag team com Keenand e Hyson contra Spud e Teddy Hart terminou em no contest depois de vários lutadores terem interfirido na luta, levando a 10-man elimination tag team match, que a equipe de Keenan venceu.
No Resurrection, em abril de 2007, Keenan desafiou Romeo Roselli para o Nu-Wrestling Evolution Heavyweight Championship, mas foi desclassificado por usar o cinturão como uma arma. Ele então começou a desafiar Ulf Herman para o 1PW Heavyweight Championship, mas não teve sucesso em uma four-way match em 29 de junho, quando Herman manteve o campeonato. Keenan desafiou Herman novamente em 30 de junho e 18 de agosto, mas não conseguiu vencer. Em 13 de outubro, no 2nd Anniversary Show, Keenan derrotou Herman para ganhar o 1PW Heavyweight Championship em uma Steel Cage Match. Keenan defendeu com sucesso o título contra Doug Williams em 25 de janeiro de 2008, e Martin Stone, Darren Burridge e Abyss em uma four-way na noite seguinte. Sua defesa seguinte foi em outubro, quando ele perdeu para Johnny Moss por desqualificação, mas reteve o cinturão. No 3rd Anniversary Show no mesmo mês, Keenan manteve o título contra Raven. Keenan acabou perdendo o cinturão para Martin Stone em 18 de abril de 2009 no To The Extreme, pondo fim a seu reinado de 554 dias. Ele continuou a feud com Stone em uma tentativa frustrada de recuperar o cinturão ao longo de 2009, e fez sua última aparição na 1PW foi no 4th Anniversary Show em novembro.

### World Wrestling Entertainment
Em 26 de abril de 2006, Keenan e CM Punk perderam uma dark match para The Gymini antes da gravação SmackDown. Em 6 de junho de 2006, Keenan juntou com Jon Bolen, mas acabaram derrotados por Jamie Noble e Kid Kash. Keenan apareceu em um episódio da WWE Heat que foi gravado em 6 de agosto, perdendo para Val Venis. Keenan apareceu no SmackDown em 10 de agosto de 2007, onde foi facilmente derrotado por Mark Henry.

#### Florida Championship Wrestling (2011 – Presente)
Em agosto de 2011, foi noticiado que Polinksy tinha assinado um contrato de desenvolvimento com a WWE. Polinsky anunciou que iria se apresentar no território de desenvolvimento da WWE, Florida Championship Wrestling (FCW), sob o ring name Corey Graves. Em 17 de março de 2012, Graves venceu o FCW Florida Tag Team Championship com Jake Carter derrotando Bo Rotundo e Husky Harris.

#### NXT (2012 - 2014)
Em julho de 2012, Polinksy, como Corey Graves, estreou no terceiro episódio da sexta temporada da WWE NXT gravado na Full Sail University, onde ele e Jake Carter derrotaram CJ Parker e Nick Rogers.

## Vida pessoal
Polinksy é um piercer profissional, após o treinamento na condição de aprendiz, a pedido de um amigo dele que precisava de um piercer em sua loja de tatuagem. Ele trabalhou na loja Naughty Vibrations em Greensburg, Pensilvânia e em uma loja chamada True Image em New Kensington, Pensilvânia. Polinksy é conhecido por suas tatuagens. Ele fez duas antes dos 18 anos com a permissão de seus pais, e depois de completar 18 anos, fez tatuagens em ambos os braços. Ele também tem tatuagens no pescoço, e tem as palavras "stay down" tatuado em seus dedos.
Polinksy frequentou a faculdade para obter uma licenciatura em marketing.

## No wrestling
- Movimentos de finalização
  - Fuller Leglock (Leglock)[18]
  - MK Ultra (Sunset driver)[1]

- Movimentos secundários
  - Fireman's carry backbreaker[1]
  - Helter Skelter (Hanging triangle choke)[1]
  - Release dragon suplex[1]
  - STO[1]
  - Tilt a whirl powerbomb[1]

- Manager
  - Leah West[19]

- Nicknames

- The Savior of Misbehavior

## Títulos e prêmios
- 1 Pro Wrestling
  - 1PW Heavyweight Championship (1 vez)[13]

- Absolute Intense Wrestling
  - AIW Absolute Championship (1 vez)[1]

- Ballpark Brawl
  - Natural Heavyweight Championship (1 vez)[7]

- Far North Wrestling
  - FNW Heavyweight Championship (1 vez)[1]

- Florida Championship Wrestling
  - FCW Florida Tag Team Championship (1 vez) - com Jake Carter[16]

- Funkin' Conservatory
  - FC Tag Team Championship (1 vez) – com Chris Cage[6]

- International Wrestling Cartel
  - IWC Heavyweight Championship (1 vez)[11]
  - IWC Super Indy Championship (1 vez)[11]

- NXT Wrestling
  - NXT Tag Team Championship (1 vez) - com Adrian Neville[20]

- Pro Wrestling Illustrated
  - PWI o colocou na #268ª posição dos 500 melhores lutadores individuais em 2010[21]

- Pro Wrestling Zero1
  - Zero-One United States Heavyweight Championship (2 vezes)[8]

- Union of Independent Professional Wrestlers
  - UIPW Keystone Cruiserweight Championship (1 vez)[1]